# Hawks & Doves
Hawks & Doves är ett musikalbum av den kanadensiska musikern Neil Young. Albumet släpptes i november 1980.

## Låtlista
Samtliga låtar skrivna av Neil Young.
1. "Little Wing" - 2:12
2. "The Old Homestead" - 7:43
3. "Lost in Space" - 4:20
4. "Captain Kennedy" - 2:52
5. "Stayin' Power" - 2:19
6. "Coastline" - 2:28
7. "Union Man" - 2:11
8. "Comin' Apart at Every Nail" - 2:40
9. "Hawks & Doves" - 3:27

## Medverkande
- Neil Young - gitarr, piano, sång, munspel
- Greg Thomas - trummor
- Dennis Belfield - bas
- Ben Keith - slagverk, dobro, "harmony vocals"
- Andra musiker förekommer på vissa låtar